# Burns, Baby Burns
«Burns, Baby Burns» (с англ. — «Бёрнс, сын Бёрнса») — четвертый эпизод восьмого сезона мультсериала «Симпсоны». Впервые вышел в эфир 17 ноября 1996 года.

## Сюжет
Семья Симпсонов отправилась на фабрику по производству сидра. Гомер, разумеется, был недоволен, потому что по телевизору показывали чемпионат по бейсболу. А тем временем мистер Бёрнс со Смитерсом на поезде возвращались в Спрингфилд с ежегодного чемпионата по футболу между университетами Гарвард и Йель. На короткой остановке к окошку Бёрнса подошёл мужчина по имени Ларри. Это был продавец дешёвых товаров, лавка которого находилась рядом с местом остановки.
Увидев мистера Бёрнса, Ларри очень удивился, ведь тот напомнил ему человека со старой фотографии, находящейся у него в бумажнике. Однако поезд тронулся, и Ларри его не догнал. К счастью, проводник сказал ему, что поезд едет в Спрингфилд. Тем временем рядом ехали Симпсоны. Увидев парня с табличкой «Спрингфилд», Гомер решил подвезти его. Ларри попросил подвезти его к мистеру Бёрнсу. Он приходит в особняк Бёрнса и говорит ему, что является его сыном.
Мистер Бёрнс рассказывает сыну о том, что тот появился на свет ещё в 1939 году во время первой любви Бёрнса. Радостный Бёрнс направляет сына в Сектор 7G Спрингфилдской АЭС, где тот начинает работать возле Гомера Симпсона. Благодаря своей лени Ларри и Гомер становятся лучшими друзьями. На званом ужине Ларри грубо ведёт себя с другими гостями и этим разочаровывает Бёрнса-старшего. Отец пытается отправить сына в Йель, но тот с треском проваливает тесты и вдобавок ко всему ещё и уходит с Гомером пить пиво у Мо. Ещё и приглашает Гомера на ужин в особняк Бёрнса! В конце концов мистер Бёрнс окончательно разозлился и сказал, что у него теперь нет сына.
Тогда Гомер предлагает Бёрнсу-младшему разыграть фальшивое похищение. Временно Ларри живет у Симпсонов в подвале, пока Спрингфилдская полиция ждет телефонного звонка от похитителя. Когда Мардж видит по телевизору информацию о похищении Ларри, то говорит Гомеру немедленно вернуть Бёрнса-младшего назад. Но при выходе из дома Гомера и Ларри замечает новостной вертолёт Кента Брокмана, и друзьям приходится убегать от полицейских.
В конце концов полиция находит беглецов в кинотеатре «Ацтек» и друзьям приходится признаться, что они специально разыграли похищение для того, чтобы проверить, любит мистер Бёрнс сына или нет. Бёрнс прощает сына и вместе со всеми танцует под песню «Any Way You Want It».